# Enokids
Enokids（日语： Enokidu），日本漫畫家。代表作《琴浦小姐》於2013年1月至3月播出電視動畫。

## 作品列表
- 琴浦小姐[2]（《Manga Goccha（日语：マンガごっちゃ）》，MicroMagazine社（日语：マイクロマガジン社））
- （《Manga Time Jumbo（日语：まんがタイムジャンボ）》→《Manga Time（日语：まんがタイム）》，芳文社）
- 櫻乃小姐流浪中！（《Manga Time Jumbo》，芳文社）
- 撫子！（《Manga Time Jumbo》，芳文社）
- （《漫畫俱樂部（日语：まんがくらぶ）》，竹書房）
- （《月刊Action》，雙葉社）

## 外部連結
- ENOKIX （页面存档备份，存于） （日語）—Enokids的官方個人部落格。
- Enokids的X（前Twitter） （日語）